# بوزونوفو
بوزونوفو (بالإيطالية: Pozzonovo)‏ هي بلدية في مقاطعة باذوة في منطقة فنيتة الإيطالية، وتقع على بعد 50 كيلومترًا (31 ميلًا) جنوب غرب البندقية و 25 كيلومترًا (16 ميلًا) جنوب غرب باذوة.